# Vallmoväxter
Vallmoväxter (Papaveraceae) är en växtfamilj som indelas i 26 släkten och omkring 250 arter.
Vallmoväxterna finns över hela världen i tempererade och subtropiska klimatområden. De flesta är örter, men det finns även några få buskar och små träd. Flera arter odlas som prydnadsväxter. 
Växterna är hermafroditer och pollineras till övervägande delen av insekter. Blommorna är medelstora eller stora och färgstarka men saknar doft. Frukten är vanligen en kapsel som öppnas när den är mogen för att släppa ut de många små fröna. Flera vallmoväxter är giftiga.
- Wikimedia Commons har media som rör Vallmoväxter.